# Giardia intestinalis
Giardia intestinalis (tudi Giardia lamblia ali Lamblia intestinalis) je bičkar iz rodu Giardia, ki kot zajedavec naseljuje tanko črevo človeka in nekaterih živali ter lahko povzroči giardiozo. Pritrdi se na epitelne celice tankega črevesa in se tam razmnožuje, ne prenaša pa se v preostale predele črevesja. Organizem ima zunanjo membrano, ki omogoča njegovo preživetje izven telesa gostitelja, lahko pa organizmu zagotavlja  tudi odpornost pred razkuževanjem z klorom. Tropozoiti Giardie intestinalis so anaerobni in hranila absorbirajo iz lumna črevesja. Pri zdravljenju sta učinkoviti zdravili metronidazol in tinidazol.

## Gostitelji
Giardia intestinalis zajeda človeka, je pa tudi eden najpogostejših zajedavcev pri mačkah, psih in ptičih. Gostitelji so tudi nekateri drugi sesalci, na primer krave, ovce, srnjad ...

## Okužba
Najpogostejši vir okužbe je preko vode, hrane ali zemlje okužene s človeškimi ali živalskimi iztrebki (kar je še vedno dokaj pogost pojav v slabše razvitih državah).

Okužbe z Giardio se pojavljajo po vsem svetu. Je najpogosteje odkrita okužba med vrtčevskimi otroci v ZDA in Kanadi. Vsako leto je v ZDA prijavljenih okoli 20.000 okužb s tem zajedavcem.